# George Hevesy
George Hevesy (en húngaro: Hevesy György) (Budapest, 1 de agosto de 1885 - Friburgo, 5 de julio de 1966) fue un químico-físico sueco de origen húngaro galardonado con el Premio Nobel de Química del año 1943. En sus investigaciones, desarrolló un método para estudiar organismos vivos mediante trazas radioactivas.

## Biografía
Nació en la ciudad de Budapest, en aquellos momentos parte del Imperio austrohúngaro y que hoy en día es la capital de Hungría. Su padre, Louis, fue consejero de la Corte y su madre Eugénie, era la baronesa de Schosberger. Realizó sus estudios de física y química en la Universidad de Budapest y la Universidad Técnica de Berlín, en 1903, obteniendo finalmente su doctorado por la Universidad de Friburgo, en 1908. Posteriormente trabajó durante dos años como asistente en el instituto de física y química en la Universidad Técnica de Suiza, antes de realizar una estancia con el profesor Fritz Haber, atraído por el trabajo de Haber y Robert Le Rossignol sobre la síntesis de amoníaco. En 1910 comenzó una estancia en la Universidad de Mánchester donde trabajó junto a Ernest Rutherford, hasta que en 1913 interrumpió dichos estudios para efectuar conjuntamente con Frederic Paneth el primer experimento sobre trazadores radiactivos en la Institución de Viena para la investigación del radio. Durante su estancia en Viena obtuvo el Venia Legendi por la Universidad de Budapest.
En 1915 fue reclutado por el ejército austrohúngaro, y con el final de la Primera Guerra Mundial dio clases como profesor en la Universidad de Budapest, hasta que se trasladó a Copenhague (Dinamarca) en la primavera de 1919, para planificar sus futuras responsabilidades en el Instituto Niels Bohr. En 1920 se estableció en Copenhague, para seis años más tarde volver a Friburgo como profesor de física y química.
George de Hevesy se casó con Pia Riis en 1924 y tuvieron un hijo y tres hijas. En 1930 fue nombrado conferenciante Baker en la Universidad Cornell de Ithaca (Nueva York, Estados Unidos), antes de regresar a Copenhague en 1934 para retomar su trabajo en el Instituto Bohr de Física Teórica , institución donde permaneció hasta 1952. En 1943 se trasladó a vivir a Estocolmo (Suecia), donde era socio de la Institución de investigación en química orgánica. En 1949 fue elegido Franqui Professor en la Universidad de Gante, (Bruselas, Bélgica) y tras su jubilación se mantuvo como socio científico activo de la Universidad de Estocolmo.

## Investigaciones científicas
Sus primeras investigaciones se centraron en el estudio del comportamiento químico de las sales fundidas y su introducción a la radioquímica práctica se produjo en los laboratorios Rutherford, en Mánchester. Su trabajo allí, y luego en Viena y Budapest, se dirigió principalmente hacia la investigación y el uso del radio y otros isótopos pesados. También se dedicó a problemas de bioquímica. Ayudado por el físico neerlandés Dirk Coster, emprendió en 1922 las investigaciones mediante rayos X que lo habían de conducir, junto con Coster, al descubrimiento del hafnio en un mineral de circonio. También hizo un estudio completo de las propiedades de los compuestos del hafnio y se interesó por los elementos de las tierras raras.
Durante la invasión de Dinamarca por la Alemania nazi durante la Segunda Guerra Mundial Hevesy disolvió con agua regia la medalla de oro de los Premios Nobel Max von Laue y James Franck para evitar que los nazis las robaran. Guardó la solución obtenida en un estante de su laboratorio del Instituto Niels Bohr y lo recuperó tras la guerra, retornando las medallas al Instituto Nobel, el cual las transmitió a sus ganadores.
Fue uno de los pioneros en desarrollar los usos de los indicadores isotópicos tanto en las ciencias orgánicas como en las inorgánicas, y más tarde, en Friburgo, participó en las primeras experiencias sobre el uso clínico de isótopos radiactivos. Tras su regreso a Copenhague, demostró la posibilidad de formar artificialmente nuevos isótopos radiactivos y posteriormente introdujo un método de análisis de activación basado en el bombardeo neutrónico sobre el elemento investigado. Este método sirvió para reemplazar los análisis mediante rayos X por rayos X fluorescentes, que él mismo introdujo durante su estancia en Friburgo. En el año 1934 comenzó sus numerosas investigaciones en el campo de la fisiología animal y de las plantas, usando átomos marcados. Estas investigaciones fueron apoyadas por generosos subsidios aportados por la Fundación Carlsberg, la Fundación Rask-Ørsted, la Fundación Rockefeller y otras instituciones. Su trabajo en Suecia continuó en la misma línea, y estudió, entre otras cosas, el efecto de los rayos X en la formación de ácido nucleico en tumores y en órganos sanos, y el transporte de hierro en organismos saludables y cancerosos; este trabajo fue apoyado por el Consejo sueco de investigación y la Fundación Wallenberg.
En 1943 fue galardonado con el premio Nobel de Química por sus trabajos sobre los isótopos como trazadores en el estudio de las propiedades químicas de las sustancias. En 1958 fue galardonado con el de Átomos para la Paz.

## Sociedades científicas
Fue miembro de la Royal Society (Londres), de la Academia Sueca de Ciencias, de la Academia de Gotemburgo, y de otras once academias científicas. Fue también miembro honorario de la Sociedad Química de Londres, la Royal Institution, la Institución Británica de Radiología, la Sociedad Química Finlandesa, la Sociedad Bunsen Alemana, la Sociedad Fisiológica Alemana, la Sociedad Química de Japón, y la Sociedad estadounidense de Medicina Nuclear.

## Reconocimientos

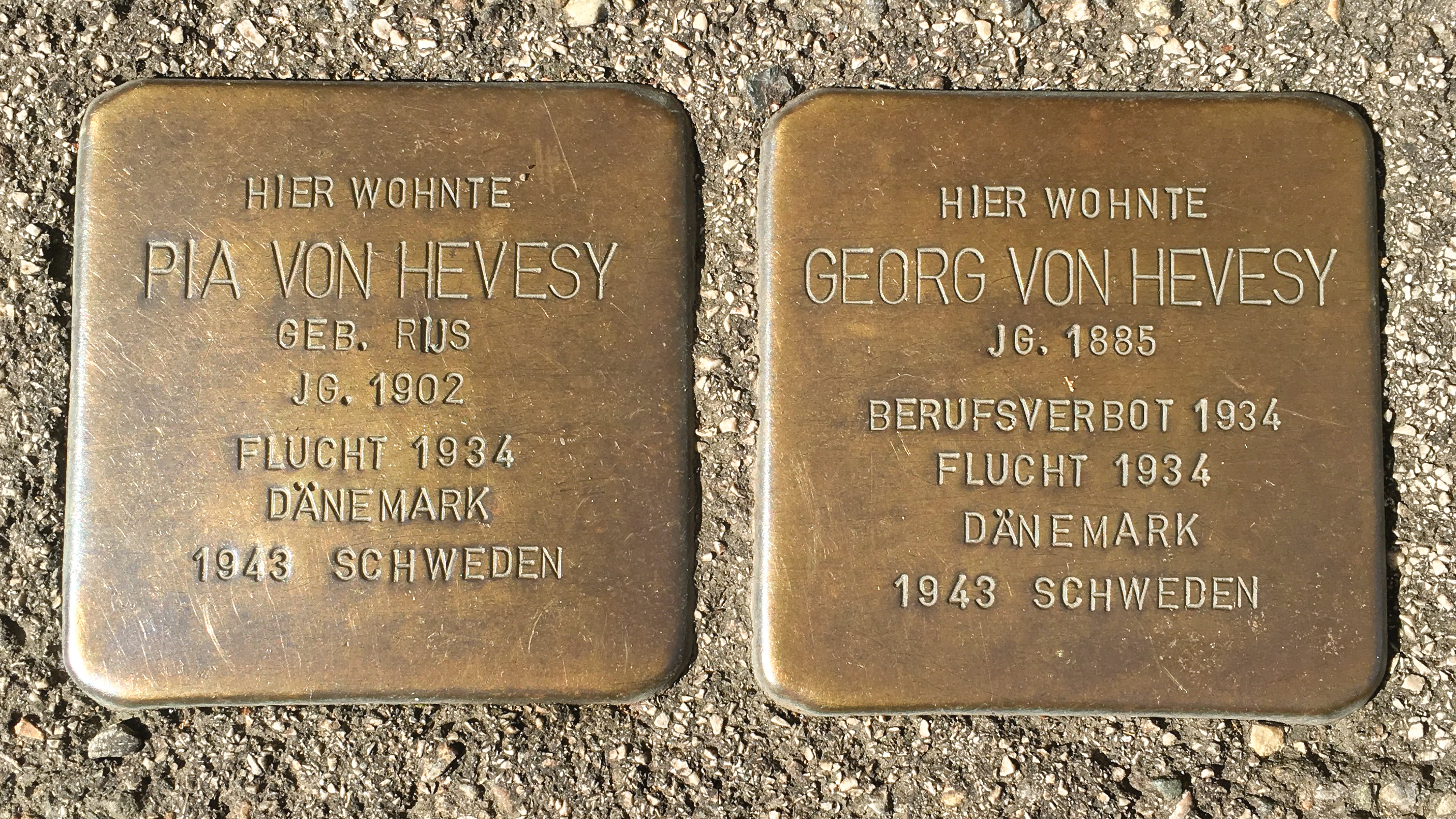
Placa conmemoraqtiva Stolpersteine, por la deportación de Georg y Pia de Hevesy en Alemania

- Cannizaro Aprecia (Academia de Ciencias, Roma) en 1929.
- Medalla Copley (Sociedad Real, Londres) en 1949.
- Medalla Faraday en 1950.
- Medalla Baily en 1951.
- Medalla Silvanus Thompson en 1955.
- En 1959 recibió la Medalla de Átomos para la paz de la Fundación Ford.
- En 1961 la medalla Niels Bohr y la medalla Rosenberger de la Universidad de Chicago.
- Las titulaciones honoríficas conferidas al profesor de Hevesy incluyen la de Doctor en Filosofía, por las universidades de Upsala, Friburgo, y Copenhague; Doctor en Ciencias, por las universidades de Gante, Lieja, Londres, y Ciudad del Cabo; y Doctor en Medicina por las universidades de São Paulo, Río de Janeiro, Turín, y Friburgo.

## Eponimia
- El cráter lunar Hevesy lleva este nombre en su memoria desde el año 2009.[3]
- El asteroide (10444) de Hevesy también conmemora su nombre.[4]

## Obra escrita
- 1927: Das Element Hafnium
- 1932: Chemical Analysis with X-Rays
- 1948: Radioactives Indicators